# Со (кантон, Воклюз)
Со (фр. Sault) — кантон во Франции, находится в регионе Прованс — Альпы — Лазурный Берег. Департамент кантона — Воклюз. Входит в состав округа Карпантрас. Население кантона на 2006 год составляло 3008 человек. 
Код INSEE кантона — 8420. Всего в кантон Со входят 5 коммун, из них главной коммуной является Со.

## Коммуны кантона
| Коммуна      | Население | Почтовый индекс | Код INSEE |
| ------------ | --------- | --------------- | --------- |
| Орель        | 156       | 84390           | 84005     |
| Моньё        | 250       | 84390           | 84079     |
| Сен-Кристоль | 555       | 84390           | 84107     |
| Сен-Трини    | 99        | 84390           | 84120     |
| Со           | 1171      | 84390           | 84123     |